# Algebra (structuur)
Een algebra is een uitbreiding van het begrip vectorruimte uit de lineaire algebra. In een algebra is, naast de optelling en de scalaire vermenigvuldiging, ook een binaire operatie, formeel als vermenigvuldiging aangeduid,  tussen  de elementen (vectoren) gedefineerd.

## Definitie
Een vectorruimte {\displaystyle A} over een lichaam (Nederlands) of veld (Belgisch) {\displaystyle K} heet een algebra als op {\displaystyle A} een  binaire operatie (vermenigvuldiging) {\displaystyle \,\cdot \,:A\times A\to A} gedefinieerd is die bilineair is, d.w.z. dat voor alle {\displaystyle u,v,w\in A} geldt:
{\displaystyle (v+w)\cdot u=v\cdot u+w\cdot u}
{\displaystyle u\cdot (v+w)=u\cdot v+u\cdot w}
{\displaystyle k(v\cdot w)=(kv)\cdot w=v\cdot (kw)} voor alle {\displaystyle k\in K}.
Equivalent geldt dat {\displaystyle A} een algebra is, als {\displaystyle A} met de vermenigvuldiging {\displaystyle \,\cdot \,} een niet-noodzakelijk associatieve ring is waarvoor bovendien de scalaire vermenigvuldiging en {\displaystyle \cdot } compatibel zijn, wat inhoudt dat aan de laatste van de drie bovengenoemde eisen voldaan is.
Een algebra over het lichaam {\displaystyle K}, wordt ook wel een {\displaystyle K}-algebra genoemd.
In sommige speciale gevallen krijgt de bilineaire operator een andere naam dan vermenigvuldiging.

### Voorbeelden
De {\displaystyle n\times n}-matrices vormen een algebra met de vermenigvuldiging van matrices.
Indien de matrixelementen uit het lichaam {\displaystyle K} komen, vormen deze matrices een {\displaystyle K}-algebra.
De reële vectorruimte {\displaystyle \mathbb {R} ^{3}} met het kruisproduct is een algebra: 
{\displaystyle (a,b,c)\times (x,y,z)=\left({\begin{vmatrix}b&c\\y&z\\\end{vmatrix}},{\begin{vmatrix}c&a\\z&x\\\end{vmatrix}},{\begin{vmatrix}a&b\\x&y\\\end{vmatrix}}\right)}
Ook de verzameling polynomen in één variabele is een algebra voor de gewone optelling en vermenigvuldiging van polynomen. Hetzelfde geldt ook voor polynomen in meer, in {\displaystyle n} variabelen. Als de coëfficiënten element van het lichaam {\displaystyle K} zijn, vormen {\displaystyle K[x]} respectievelijk {\displaystyle K[x_{1},\ldots ,x_{n}]} een {\displaystyle K}-algebra. {\displaystyle K[x]} is de verzameling polynomen in de variabele {\displaystyle x} met coëfficiënten in het lichaam {\displaystyle K}.

## Associatieve algebra
In de bovenstaande definitie wordt niet geëist dat de vermenigvuldiging {\displaystyle \,\cdot \,} associatief of commutatief is. Een associatieve algebra voldoet aan de bijkomende voorwaarde dat de vermenigvuldiging associatief is, d.w.z. dat voor alle {\displaystyle u,v,w\in A} geldt:
{\displaystyle (u\cdot v)\cdot w=u\cdot (v\cdot w)}
Het algemene geval wordt daarom ook niet-associatieve algebra genoemd, hoewel "niet noodzakelijk associatief" nauwkeuriger zou zijn.

### Voorbeelden
Matrixvermenigvuldiging is associatief.
Het vectorproduct in {\displaystyle \mathbb {R} ^{3}} is niet associatief. Noteer {\displaystyle \{e_{1},e_{2},e_{3}\}} voor de canonieke orthonormale basis, dan geldt
{\displaystyle (e_{1}\times e_{2})\times e_{2}=-e_{1}}
{\displaystyle e_{1}\times (e_{2}\times e_{2})=0}
Vermenigvuldiging van veeltermen is associatief en commutatief.
De tensoralgebra {\displaystyle T(V)} van een willekeurige vectorruimte {\displaystyle V} is een associatieve algebra. Hij wordt ook de vrije algebra over {\displaystyle V} genoemd.

## Ringen
Sommige bronnen verzwakken de eis "vectorruimte over een lichaam" tot "moduul over een commutatieve ring met eenheid". De definitie wordt hierdoor niet ingewikkelder, maar het niet altijd bestaan van een basis compliceert de studie enigszins.

## Bijzondere soorten algebra's
Diverse specialistische gebieden van de wiskunde onderscheiden speciale soorten (meestal associatieve) algebra's:
- Lie-algebra, een object dat opduikt in de differentiaalmeetkunde
- Tensoralgebra, een ruimte die diverse orden van tensorproducten verenigt
- Uitwendige algebra, het antisymmetrisch gedeelte van de tensoralgebra, een belangrijk object bij de studie van differentiaalvormen op gladde variëteiten
- Banach-algebra, een Banachruimte met een "samenstelling" van vectoren
- Von Neumann-algebra, de continue lineaire transformaties van een Hilbertruimte
- Algebra van verzamelingen en de ermee verwante booleaanse algebra, een model voor bepaalde soorten logica aan de hand van verzamelingen
- Sigma-algebra, een bijzondere soort algebra van verzamelingen die de basis vormt van de maattheorie en de kansrekening